# 게르하르트 헤르츠베르크
게르하르트 하인리히 프리드리히 오토 율리우스 헤르츠베르크(독일어: Gerhard Heinrich Friedrich Otto Julius Herzberg, PC, CC, FRSC, FRS, 1904년 12월 25일 ~ 1999년 3월 3일)는 독일 제국 출신의 캐나다 물리학자이다. 분광학을 발전시켜 유리기로 불리는 불안정한 분자의 전자 상태 구조 및 원자핵 배열을 규명하는 방법을 개발한 공로로 1971년에 노벨 화학상을 수상했다.

## 수상 경력
- 1953년 : 헨리 마셜 토리 메달
- 1971년 : 노벨 화학상
- 1971년 : 로열 메달

## 같이 보기
- 분광학